# And Then She Came
And Then She Came is een Duitse metalband uit Aachen. De band werd onder de naam Krypteria in 2003 als muziekproject opgericht. Sinds 2005 is de band als metalband actief.

## Geschiedenis
Krypteria werd in 2003 als musicalproject van producent en gitarist Christoph Siemons, de auteur Wolfgang A. Link en de slagwerker en zanger Michael "S.C." Kuschnerus opgericht. Samen met de zangers Sylvia González Bolívar, Mirko Bäumer, Katharina Debus, David Michael Johnson, Cosima Russo en de toneelspeler Hans-Martin Stier ontstond het musical-dubbelalbum Krypteria, die de vertaling van een fantastisch liefdesverhaal in muziek omzet. In de herfst van 2003 trad Sylvia González Bolívar met het nummer Liberatio op in de ARD-zending Pisa – Der Ländertest. Meer dan acht miljoen kijkers zagen het nummer.
Na de Tsunami van 2004 wordt dit nummer in Duitsland gebruikt als achtergrondmuziek voor de fondsenwerving-reclamespot. Het nummer verschijnt op single en bereikt de 3e plaats van de Deutschen Singlecharts. De gehele opbrengst komt ten goede aan de gezamenlijke hulporganisaties.
In 2005 wordt Krypteria opnieuw opgericht als symfonische metalband met zangeres Ji-In Cho. In juli 2005 komt het eerste album In Media Res in Europa op de markt. In 2006 komt het album in Azië op de markt, waar het de eerste plaats van de Koreaanse Chart bereikt. In 2006 speelt de band voor het eerst live, op Wacken Open Air. In december 2006 ging de band met Subway to Sally op tournee in Duitsland.
In januari 2007 komt het album Bloodangel's Cry uit. Voor augustus 2009 staat de uitgave van het album My Fatal Kiss gepland. In dezelfde maand spelen ze ook op het M'era Luna festival in Hildesheim, Duitsland.
In 2012 werd het stil rondom de groep, maar in 2016 kwamen ze terug onder de naam And Then She Came.

## Discografie

### Studioalbums en ep's
| Titel               | Verschijningsdatum | Type        | Label                                  | Opmerking             |
| ------------------- | ------------------ | ----------- | -------------------------------------- | --------------------- |
| Krypteria           | 2003               | Studioalbum | Sony/BMG                               | als Krypteria         |
| In Medias Res       | 2005               | Studioalbum | Synergy Records                        | als Krypteria         |
| Evolution Principle | 2006               | ep          | Synergy Records                        | als Krypteria         |
| Bloodangel's Cry    | 15 januari 2007    | Studioalbum | Synergy Records                        | als Krypteria         |
| My Fatal Kiss       | 28 augustus 2009   | Studioalbum | Synergy Records                        | als Krypteria         |
| All Beauty Must Die | 22 april 2011      | Studioalbum | Liberatio Music                        | als Krypteria         |
| And Then She Came   | 24 juni 2016       | Studioalbum | Napalm Records / Universal Music Group | als And Then She Came |
| KAOSYSTEMATIQ       | 21 september 2018  | Studioalbum | DME Music                              | als And Then She Came |

### Singles
- Liberatio (2005) – als Krypteria
- Victoriam Speramus (2005) – als Krypteria
- Somebody Save Me (2007) – als Krypteria
- Hellfire Halo (2016) – als And Then She Came
- Public Enemy #1 (2016) – als And Then She Came
- Spit It Out (live, 2016) – als And Then She Came
- Why So Serious? (2016) – als And Then She Came
- Hellfire Halo (live, 2016) – als And Then She Came